# Susan Huntington Gilbert Dickinson
Susan Huntington Gilbert Dickinson, nota come Susan Gilbert o Sue Gilbert (Deerfield, 19 dicembre 1830 – Amherst, 12 maggio 1913), è stata una poetessa statunitense, cognata di Emily Dickinson.

## Biografia
Susan Huntington Gilbert è nata il 19 dicembre 1830 a Old Deerfield, Massachusetts. Era la più giovane di sei figli nati da Thomas e Harriet (Arms) Gilbert. Rimase orfana all'età di undici anni, dopo che sua madre morì nel 1837 e suo padre nel 1841. Susan visse con sua zia, Sophia (Arms) Van Vranken, a Ginevra, New York, fino alla fine degli anni Quaranta dell'Ottocento. Ha poi vissuto ad Amherst, nel Massachusetts, con la sorella Harriet e il cognato William Cutler. Ad Amherst, ha frequentato l'Accademia femminile di Utica e l'Accademia di Amherst per un semestre nell'autunno del 1847.
Nel 1853 si fidanzò con Austin Dickinson, fratello di Emily Dickinson. Il loro matrimonio nella casa dei Van Vranken avvenne il 1 luglio 1856 e fu un matrimonio tranquillo con pochissimi amici e parenti. Pensando di trasferirsi nel Michigan, il padre di Austin, Edward Dickinson, si assicurò che sarebbero rimasti ad Amherst, facendo di Austin un partner legale e costruendo alla coppia una casa su ordinazione, gli Evergreens, in un lotto accanto alla fattoria di Dickinson. Una generosa dote dei fratelli di Susan contribuì ad arredare gli Evergreens, una casa alla moda con credenze in quercia e un camino in marmo verde adornato con la scultura di Antonio Canova Amore e Psiche, sedie gotiche e dipinti vittoriani.
Susan e Austin Dickinson hanno avuto tre figli: Edward (Ned) Dickinson (1861–1898), Martha (Mattie o Mopsy) Dickinson (1866–1943) e Thomas (Gib) Gilbert (1875–1883).

## Relazione con Emily Dickinson
Emily Dickinson ha spesso descritto il suo amore per Susan Huntington Gilbert Dickinson. In varie lettere, Emily ha paragonato il suo amore per Susan all'amore platonico di Dante per Beatrice, quello di Swift per Stella e quello di Mirabeau per Sophie de Ruffey, e ha paragonato l'influenza di Susan su di lei a quella con Shakespeare. Emily sembra aver apprezzato le opinioni di Susan sulla scrittura e la lettura. Alcuni critici hanno pensato che si trattasse di un amore romantico, visto il tono estremamente affettuoso delle lettere e l'alto numero di poesie a lei dedicate.

## Poemi di Susan Gilbert
Durante la sua vita, Susan Gilbert ha scritto varie poesie:
- "Love's Reckoning"
- “One asked, when was the grief?”
- "I'm waiting but she comes not back"
- "The Sun always kept low"
- “The days when smiles over tears will prevail”
- “When death with his white fingers”
- "There are the autumn days of the Spring"
- “Hyssop”
- “Amor”
- “Of June, and her belongings”
- “Irony” (or “Crushed before the Moth”)
- “Minstrel of the passing days”
- “Valentines Day”